# Giorno dei difensori della Patria

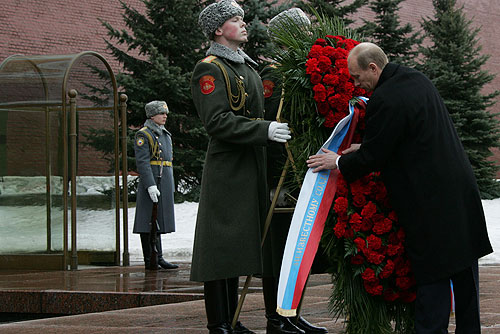
Il presidente della Russia Vladimir Putin pone una corona di fiori sulla tomba del milite ignoto a Mosca, 23 febbraio 2008

Il Giorno dei difensori della patria (in russo День защитника Отечества?, Den' zaščitnika Otečestva) è una festività civile osservata in Russia e in molti Stati post-sovietici. Ricorre il 23 febbraio.

## Storia
La festività commemora il giorno del 1918 in cui ci fu il primo reclutamento di massa nell'Armata Rossa a Pietrogrado e a Mosca. Nel 1949 il nome fu cambiato in Giorno dell'esercito e della marina militare sovietica (in russo День Советской Армии и Военно-Морского флота – Den' Sovetskoj Armii i Voenno-Morskogo flota?). La ricorrenza ha preso questo nome solo dopo la caduta dell'Unione Sovietica nel 1991.